# Филип Гонде
Фили́п Гонде́ (на френски: Philippe Gondet; 17 май 1942 г., Блоа – 21 януари 2018 г.) е френски футболист, нападател.

## Клубна кариера
Дебютира в професионалния футбол през 1959 година играейки за „Стад Франсе“, за когото играе в един сезон.
През 1963 година преминава в „Нант“. За този отбор играе в следващите осем сезона. Повечето време, прекарано в състава на „Нант“, той е основен играч от атакуващото звено на отбора. В отбора на „Нант“ той е един от най-добрите голмайстори на тима, със средна резултатност от 0,5 гола за мач. С „Нант“ става два пъти шампион и печели веднъж купата на Франция.
През 1971 – 1972 защитава цветовете на парижките „Расинг Пари-Жуанвил“ и „Ред Стар“. Завършва кариерата си в „Кан“.

## Кариера в националния отбор
Дебютира през 1965 г. за националния отбор на Франция. Изиграва за него 14 мача в които вкарва 7 гола.
В състава на „сините“ за Световното първенство по футбол в Англия през 1966 година.
Умира като действащ рекордьор за най-резултатен французин в рамките на един сезон във френския шампионат. Постижението му датира от 1965/66, когато той нанизва 36 гола за отбора на „Нант“.

## Успехи

### Нант
- Première division:
  -  Шампион (2): 1964/65, 1965/66
    -  Вицешампион (1): 1966/67

- Купа на Франция:
  -  Носител (2): 1965/1966, 1969/1970

- Суперкупа на Франция:
  -  Носител (1): 1965

### Индивидуални
- Футболист на годината (2): 1965, 1966
- Голмайстор на Френския шампионат (1): 1965/1966 (36 гола)